# Słońsk Dolny
Słońsk Dolny (dawn. Słońsk) – wieś w Polsce położona w województwie kujawsko-pomorskim, w powiecie aleksandrowskim, w gminie Aleksandrów Kujawski.
W latach 1975–1998 miejscowość administracyjnie należała do województwa włocławskiego.
Wieś sołecka – zobacz jednostki pomocnicze gminy Aleksandrów Kujawski w BIP.

## Historia
Dawna wieś Słońsk (obecnie podzielona na Słońsk Górny i Słońsk Dolny) należała w latach 1867–1954 do gminy Raciążek w powiecie radziejowskim (do 1871), nieszawskim (1871–1948) i aleksandrowskim (od 1948). W Królestwie Polskim przynależała do guberni warszawskiej, a w okresie międzywojennym do woj. warszawskiego. Tam, 20 października 1933 utworzyła gromadę Słońsk w granicach gminy Raciążek, składającą się ze wsi Słońsk i Kępa Dzikowska. W związku z reformą administracyjną z 1938, powiat nieszawski przeniesiono do województwa pomorskiego (w 1950 przemianowanego na bydgoskie).
Podczas II wojny światowej włączona do III Rzeszy. Po wojnie ponownie w Polsce. W związku z reorganizacją administracji wiejskiej (zniesienie gmin) jesienią Słońsk wszedł w skład nowo utworzonej gromady Nowy Ciechocinek w powiecie aleksandrowskim. 31 grudnia 1959 część Słońska Dolnego (ok. 14 ha), włączono do Ciechocinka. Po zniesieniu gromady Nowy Ciechocnek 31 grudnia 1961 Słońsk Górny włączono do gromady Raciążek. Tam przetrwał do końca 1972 roku, czyli do kolejnej reformy gminnej.
1 stycznia 1973, w związku z kolejną reformą administracyjną (odtworzenie gmin i zniesienie gromad i osiedli) Słońsk podzielono na sołectwa Słońsk (Słońsk Dolny) i Słońsk Ciechociński (Słońsk Górny), które weszły w skład nowo utworzonej gminy Raciążek.  2 lipca 1976 gminę Raciążek zniesiono, a Słońsk Górny wszedł w skład nowo utworzonej gminy Aleksandrów Kujawski. W latach 1975–1977 miejscowość administracyjnie należała do województwa włocławskiego. 1 lutego 1977 znaczną część Słońska Dolnego – 359 ha (a także cały Słońsk Górny) włączono do Ciechocinka.